# 伯沃赞
伯沃赞（法語：Beuvezin，法語發音：[bœvzɛ̃]）是法国默尔特-摩泽尔省的一个市镇，属于图勒区。

## 地理
伯沃赞（48°22'45"N, 5°57'33"E）面积7.72 平方千米，位于法国大東部大區默尔特-摩泽尔省，该省份为法国东北部内陆省份，是洛林的一部分，北邻比利时、卢森堡，北起顺时针与摩泽尔省、下莱茵省、孚日省和默兹省接壤。
与伯沃赞接壤的市镇（或旧市镇、城区）包括：马孔库尔、维什雷、阿邦库尔、费科库尔、格里蒙维莱、特拉蒙拉叙。

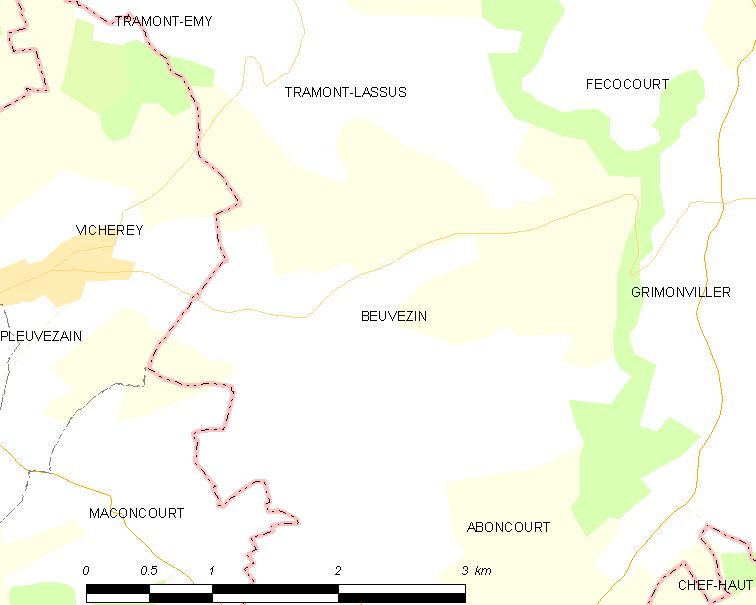
伯沃赞的OSM定位图

伯沃赞的时区为UTC+01:00、UTC+02:00（夏令时）。

## 行政
伯沃赞的邮政编码为54115，INSEE市镇编码为54068。

## 政治
伯沃赞所属的省级选区为梅讷欧桑图瓦县。

## 人口

1962-2008年间伯沃赞人口变化图示

伯沃赞于2022年1月1日时的人口数量为88人。